# Malandania pulchra
Malandania pulchra is een insect uit de orde Phasmatodea en de  familie Phasmatidae. De wetenschappelijke naam van deze soort is voor het eerst geldig gepubliceerd in 1918 door Sjöstedt.